# Petah Tikva
Petah Tikva ((he) פֶּתַח תִּקְוָה, « le Seuil de l’Espoir ») est une ville d’Israël dans le District centre, au nord-est de Tel-Aviv. Le territoire de la commune couvre 39 km2 et sa population en 2022 est de 253 529 habitants. Elle est considérée comme la « Mère des Moshavot » en terre d’Israël.

## Histoire

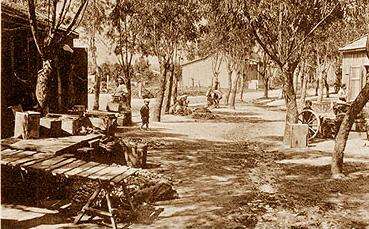
Petah Tikva en 1912.

Petah Tikva a été fondée en 1878 par des pionniers religieux venant de Jérusalem, qui étaient menés par Yehoshua Stampfer. Ce fut la première implantation agricole juive moderne en Palestine, alors intégrée dans l’Empire ottoman. Elle a depuis prospéré et s’est développée au point de devenir la 7e ville d’Israël.
Les pionniers avaient au départ l’intention de s’établir dans la vallée de l’Achor, près de Jéricho, et commencèrent l’acquisition de terres dans ce but. Ils choisirent le nom de leur implantation d’après la prophétie d’Osée (2 : 15) : « Et de là-bas, je lui rendrai ses vignobles, et je ferai de la vallée de Akor une porte d’espérance, et là elle répondra comme au temps de sa jeunesse. » Cependant, le sultan turc annula la vente et leur interdit de s’implanter à cet endroit, ils gardèrent le nom de Petah Tikva comme symbole de leurs aspirations.
Nullement découragés, les pionniers achetèrent finalement 3,40 km2 de terres du village de Mulabbis, près de la source du Yarkon. Le Sultan permit le développement du projet. Mais l’emplacement était constitué de marais infectés par la malaria et ils durent évacuer le site pour fonder la ville de Yehud à proximité du village arabe de Yehudiyya, à environ 20 kilomètres au sud. Avec l’aide financière du baron Edmond de Rothschild, ils purent drainer suffisamment les marais pour s’implanter à nouveau en 1883, rejoints par les immigrants de la première et de la deuxième Aliyah.
Au cours de la Première Guerre mondiale, Petah Tikva servit de refuge pour les habitants de Tel Aviv et Jaffa, fuyant l’incorporation forcée dans l’armée turque pour repousser l’avancée des troupes britanniques. La ville a particulièrement souffert de sa position entre les fronts turc et britannique au cours de la guerre.
Petah Tikva devint un centre de formation pour des milliers de travailleurs pionniers, qui y apprirent le métier de fermier avant de s’aventurer à créer de nombreuses implantations à travers le pays. Ces écoles agronomiques sont toujours actives aujourd’hui.
Petah Tikva a également été le berceau du mouvement socialiste sioniste, inspiré par les écrits de David Gordon qui vécut à Petah Tikva avant de s’installer à Degania.
Au début des années 1920, Petah Tikva commença à s’urbaniser et on vit apparaître les premières zones industrielles. En 1921, Petah Tikva s’est vu accorder le statut de Conseil local par les autorités britanniques, et en 1937, elle fut reconnue en tant que ville. Son premier maire, Shlomo Stampfer, était le fils de Yehoshua Stampfer, un des pères fondateurs.
Après la création de l’État d’Israël en 1948, Petah Tikva a accueilli un camp de transit pour immigrants juifs (en hébreu ma'abara). Plusieurs villages limitrophes furent inclus dans le territoire de la commune de Petah Tikva, qui atteint alors le nombre significatif de 22 000 habitants.

## Économie
Petah Tikva est le deuxième pôle industriel d’Israël (après Haifa). On compte trois principales zones industrielles : Kiryat Arye, Kiryat Matalon et Segula. Les principales industries sont : le textile, la métallurgie, la menuiserie, la plasturgie, les industries agroalimentaires, le caoutchouc et la cosmétique. Au cours des dernières années, des industries High tech se sont implantées à Petah Tikva’s industrial zone, avec notamment les sièges sociaux israéliens de Oracle Corporation, IBM, Intel, SanDisk, et GlaxoSmithKline.
Il y a encore des plantations extensives d’agrumes et du maraichage aux frontières de la ville.

## Liste des maires

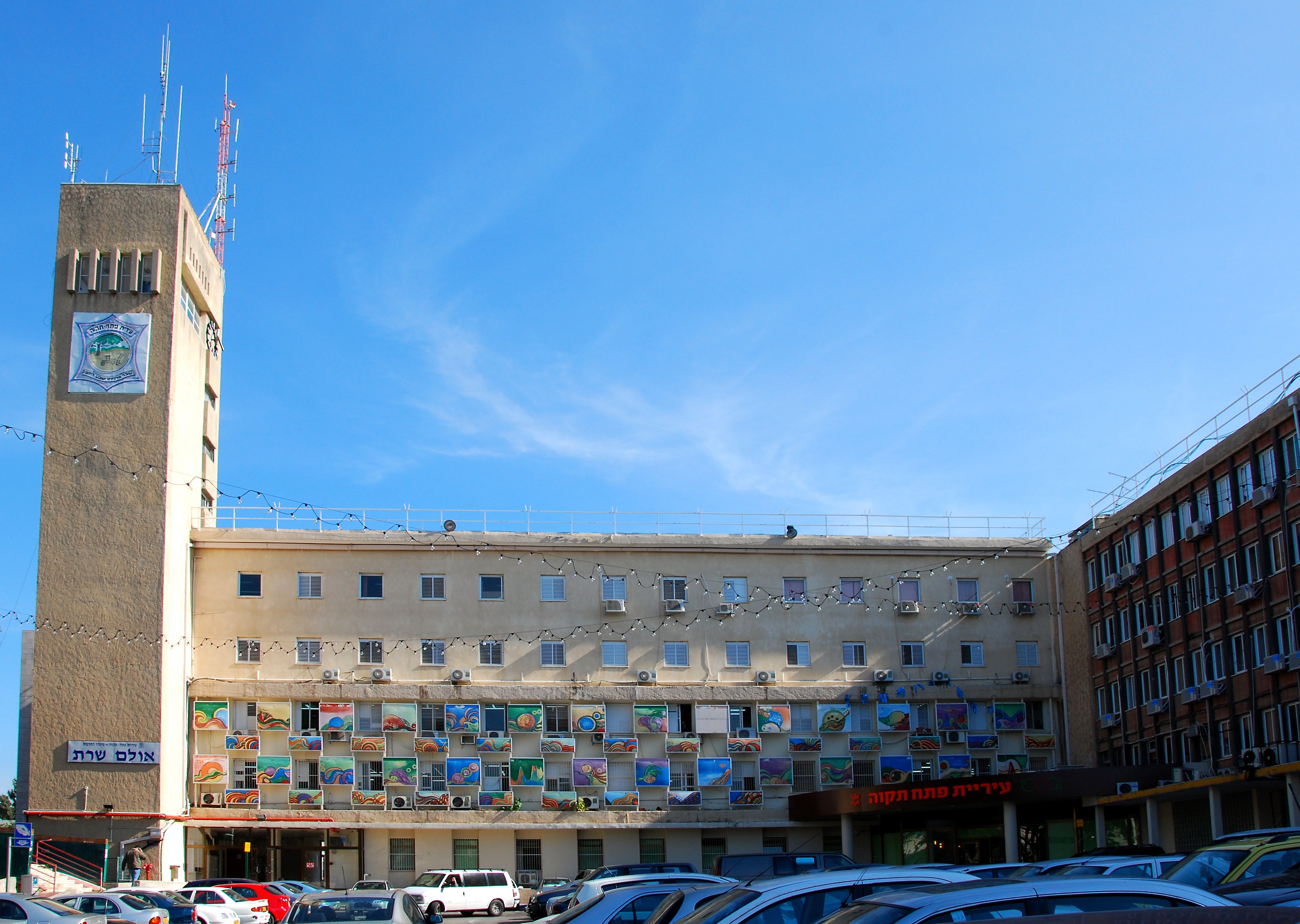
Hôtel de ville de Petah Tikva

| Nom                | Mandat    |
| ------------------ | --------- |
| Shlomo Stampfer    | 1938-1940 |
| Yosef Sapir        | 1940-1950 |
| Mordechai Krausman | 1951      |
| Pinchas Rashish    | 1951-1966 |
| Yisrael Feinberg   | 1966-1978 |
| Dov Tavori         | 1978-1989 |
| Giora Lev          | 1989-1999 |
| Yitzhak Okhayoun   | 1999-2013 |
| Uri Ohad           | 2013      |
| Itzik Braverman    | 2013-2018 |
| Rami Greenberg     | 2018-     |

## Religion
Petah Tikva compte plus de 280 synagogues et cinq mikvot (bains rituels). Il y a deux yeshivot du mouvement des haredim.
Il y a deux cimetières en dehors des limites de la ville.

## Éducation
Petah Tikva accueille 300 établissements scolaires depuis le jardin d’enfants jusqu’au lycée. Ils accueillent 43 000 élèves.
En 2006, cinq écoles ont participé au programme national Mofet, qui fait la promotion de l’excellence scolaire.

## Terrorisme
Au cours de la seconde Intifada, Petah Tikva a subi trois attaques terroristes.
- Le 27 mai 2002, un kamikaze  s’est fait exploser à l’extérieur d’une galerie commerciale, près d’un café, provoquant la mort de deux passants, dont un bébé[5].
- Le 25 décembre 2003, un kamikaze  s’est fait exploser à un arrêt de bus près du pont Geha, en tuant quatre personnes[6].
- Le 5 février 2006, un Palestinien monta à bord d’un taxi collectif et commença à égorger les passagers. Un passager réussit à le maîtriser mais deux passagers moururent[7].

## Jumelages
La ville est jumelée avec :
| Ville | Ville          | Pays | Pays                         | Période                   |
| ----- | -------------- | ---- | ---------------------------- | ------------------------- |
|       | Bacău          |      | Roumanie                     |                           |
|       | Chicago        |      | États-Unis                   |                           |
|       | Coblence       |      | Allemagne                    | depuis 2000               |
|       | Gabrovo        |      | Bulgarie                     | depuis 2016               |
|       | Kadıköy        |      | Turquie                      | jusqu'en 2024             |
|       | Las Condes     |      | Chili                        |                           |
|       | Laval          |      | Canada                       |                           |
|       | Meerbusch      |      | Allemagne                    |                           |
|       | Norrköping     |      | Suède                        |                           |
|       | Odense         |      | Danemark                     |                           |
|       | Rio de Janeiro |      | Brésil                       |                           |
|       | Subotica       |      | Serbie                       |                           |
|       | Taichung       |      | République de Chine (Taïwan) | depuis le 14 février 2018 |
|       | Tchernihiv     |      | Ukraine                      |                           |
|       | Trondheim      |      | Norvège                      |                           |
|       | Yiyang         |      | Chine                        |                           |

## Personnalités liées à la ville
catégorie « Naissance à Petah Tikva »
- Yechiel Mordechai Gordon (1882-1964), Rosh Yeshiva de la Yechiva de Łomża à Petach Tikvah, y est mort.
- Maurice Schwartz (1890-1960), acteur et réalisateur, y est mort.
- Samir Naqqash (1938-2004), écrivain arabe, y est mort.
- Claude Gutman (1946-), écrivain français, y est né.
- Avram Grant (1955-), entraîneur de football israélien.
- Ronit Matalon (1959-2017), romancière née dans une famille juive égyptienne, y a grandi.
- Uri Orbach (1960-2015), écrivain, y est né.
- Noga Albalach (née en 1971), écrivaine israélienne, y est née.
- Gal Gadot (née en 1985), actrice connue pour avoir interprété Wonder Woman, y est née en 1985.